# Hans-Dieter Schwind

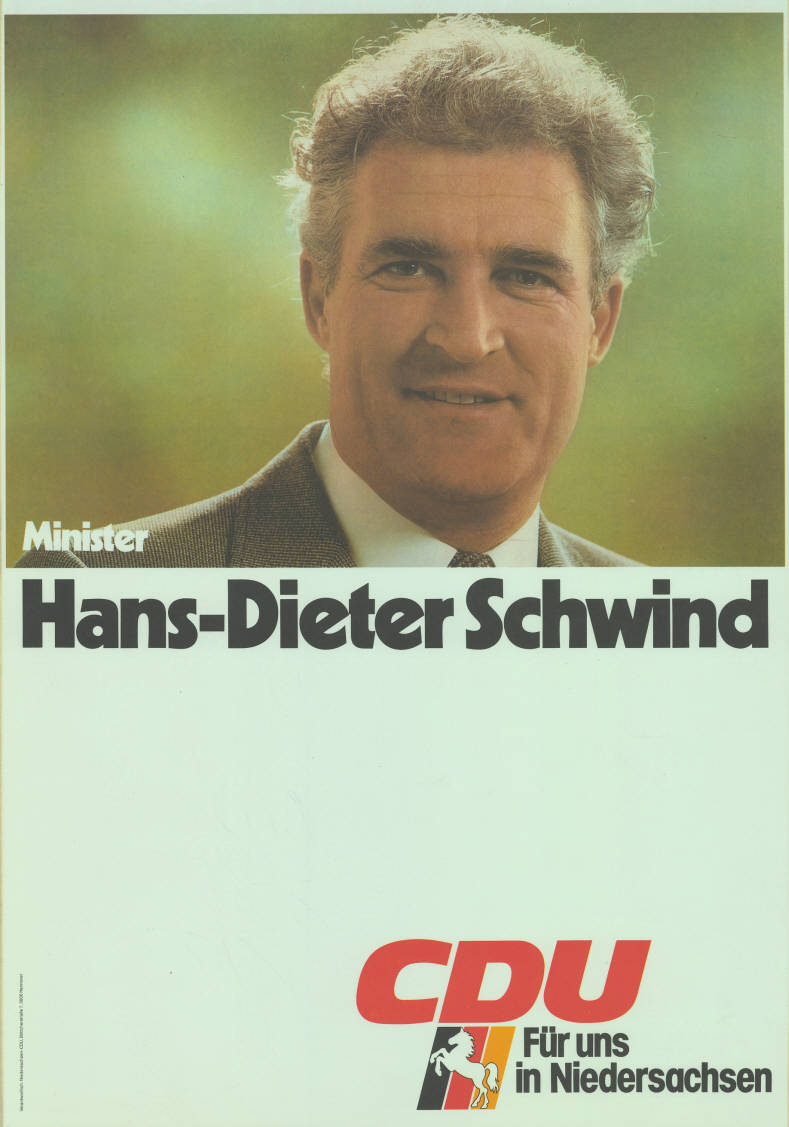
Kandidatenplakat zur Landtagswahl in Niedersachsen 1978

Hans-Dieter Raiko Schwind (* 31. Mai 1936 in Tokio; † 9. Februar 2025 in Osnabrück) war ein deutscher Jurist, Kriminologe und Politiker (CDU). Er ist insbesondere als Verfasser einer praxisorientierten Einführung in die Kriminologie bekannt, die 2016 in 23. Auflage erschien.

## Leben
Hans-Dieter Schwind wurde als Sohn von Martin Schwind in Japan geboren. Nach dem Zweiten Weltkrieg wohnte er zunächst bei den Großeltern in Halberstadt und dann in Wunstorf, wo er die Schule besuchte und den Wehrdienst ableistete. Er studierte Rechtswissenschaften in Hamburg und München, wo er das erste und zweite Staatsexamen ablegte. 1966 wurde er bei Rudolf Sieverts in Hamburg mit der Dissertation Umfang und Träger der Wehrstrafgerichtsbarkeit. Historische, rechtsvergleichende und rechtstatsächliche Untersuchungen promoviert. 1968 wurde Schwind wissenschaftlicher Assistent in Göttingen. 1974 wurde er auf den Lehrstuhl für Kriminologie, Strafvollzug und Kriminalpolitik an der Juristischen Fakultät der Ruhr-Universität Bochum berufen, den er bis zu seiner Emeritierung im Jahr 2001 innehatte.
1978 wurde er vom niedersächsischen Ministerpräsidenten Ernst Albrecht zum niedersächsischen Justizminister ernannt. Dieses Amt übte er bis 1982 aus. In dieser Zeit begründete er das Kriminologische Forschungsinstitut Niedersachsen. In seiner Amtszeit ereignete sich die Sprengung des Celler Lochs; die Affäre wurde jedoch erst 1986 öffentlich.
Schwind war unter anderem als Vorsitzender des Fachbeirates „Vorbeugung“ beim Weißen Ring tätig, war Präsident des Stiftungsrates der Deutschen Stiftung für Verbrechensverhütung und Straffälligenhilfe (DVS) und hatte eine Honorarprofessur an der Universität Osnabrück inne. Hier veranstaltete er (mit anderen), neben seinen üblichen regulären Vorlesungen, jährlich eine Ringvorlesung mit prominenten Vortragenden. Darunter waren unter anderem ein BKA-Präsident, mehrere LKA-Direktoren, der Europol-Direktor Max-Peter Ratzel, GSG-9-Gründer und Einsatzleiter in Mogadischu Ulrich Wegener oder das Entführungsopfer Richard Oetker. Des Weiteren war Schwind Herausgeber und Autor zahlreicher juristischer und kriminologischer Schriften. Er war von 1984 bis 1989 Präsident der Deutschen Kriminologischen Gesellschaft (DKG) und von 1987 bis 1990 Vorsitzender der (Anti-)Gewaltkommission der Bundesregierung.
Er war Oberstleutnant der Reserve der Bundeswehr. Hans-Dieter Schwind starb im Februar 2025 im Alter von 88 Jahren.

## Schwerpunkte der praktischen und wissenschaftlichen Tätigkeit
Schwind hatte ein breites Forschungsgebiet in Lehre und Forschung: Entlassenenhilfe, Dunkelfeldforschung (insbesondere an der Ruhr-Universität Bochum, dort auch enge Zusammenarbeit mit Hermann Korte), Kriminalgeographie, Kriminologie der Unterbegabten. Er hat Schriften auf dem Gebiet des Strafrechts, des Strafprozessrechts, der Kriminologie und der Strafvollzugskunde veröffentlicht.

## Veröffentlichungen (Auswahl)
- Kriminologie und Kriminalpolitik. Eine praxisorientierte Einführung mit Beispielen (= Grundlagen der Kriminalistik. Band 28). 23. Auflage. Kriminalistik Verlag, Heidelberg 2016, ISBN 978-3-7832-0047-8.
- Mit Alexander Böhm, Jörg-Martin Jehle, Klaus Laubenthal: Strafvollzugsgesetz (StVollzG). Gesetz über […]. Kommentar. 5. Auflage. De Gruyter Recht, Berlin 2009, ISBN 978-3-89949-625-3.
- Mit Wilfried Ahlborn, Rüdiger Weiß: Empirische Kriminalgeographie. Kriminalitätsatlas Bochum. BKA-Forschungsreihe, Wiesbaden 1978.
- Mit Heinz Nawratil, Georg Nawratil: Strafrecht – leicht gemacht. 15. Auflage. Berlin 2008, ISBN 978-3-87440-242-2.